# Élections régionales de 2018 au Tyrol
Les élections régionales de 2018 au Tyrol (en allemand : Landtagswahl in Tirol 2018) se tiennent en Autriche dans le Land du Tyrol, le 25 février 2018 afin de renouveler les 36 sièges du Parlement régional d'Innsbruck. Le Parti populaire autrichien (ÖVP) arrive en tête, avec des résultats en hausse aussi bien en nombre de voix que de sièges. Son allié au sein de la Schwarz-grüne Koalition, le parti Les Verts - L'Alternative verte (Grünen) est quant à lui en léger recul, perdant un siège sur les cinq qu'il détenait.

## Résultats

### Au niveau régional
|                        |                                                        |         |       |      |        |               |  |  |  |
| Parti                  | Parti                                                  | Voix    | %     | +/-  | Sièges | +/-           |  |  |  |
|                        | Parti populaire autrichien (ÖVP)                       | 141 691 | 44,26 | 4,91 | 17     | 1             |  |  |  |
|                        | Parti social-démocrate d'Autriche (SPÖ)                | 55 223  | 17,25 | 3,53 | 6      | 1             |  |  |  |
|                        | Parti de la liberté d'Autriche (FPÖ)                   | 49 727  | 15,53 | 6,19 | 5      | 1             |  |  |  |
|                        | Les Verts - L'Alternative verte (Grünen)               | 34 168  | 10,67 | 1,92 | 4      | 1             |  |  |  |
|                        | Forum citoyen (FRITZ)                                  | 17 471  | 5,46  | 0,15 | 2      | en stagnation |  |  |  |
|                        | NEOS - La nouvelle Autriche et le Forum libéral (NEOS) | 16 670  | 5,21  | Nv.  | 2      | 2             |  |  |  |
|                        | Family - Le parti de la famille tyrolienne (FAMILY)    | 3 645   | 1,14  | Nv.  | 0      | en stagnation |  |  |  |
|                        | Impuls-Tyrol (IMPULS)                                  | 1 539   | 0,48  | 9,06 | 0      | 4             |  |  |  |
|                        |                                                        |         |       |      |        |               |  |  |  |
| Votes valides          | Votes valides                                          | 320 379 | 99,30 |      |        |               |  |  |  |
| Votes blancs et nuls   | Votes blancs et nuls                                   | 2 245   | 0,70  |      |        |               |  |  |  |
| Total                  | Total                                                  | 322 379 | 100   | -    | 36     | en stagnation |  |  |  |
| Abstentions            | Abstentions                                            | 214 894 | 40,00 |      |        |               |  |  |  |
| Inscrits/Participation | Inscrits/Participation                                 | 537 273 | 60,00 |      |        |               |  |  |  |